# 756 Lilliana
Lilliana (asteroide 756) é um asteroide da cintura principal com um diâmetro de 71,5 quilómetros, a 2,722675 UA. Possui uma excentricidade de 0,1486145 e um período orbital de 2 088,79 dias (5,72 anos).
Lilliana tem uma velocidade orbital média de 16,65551127 km/s e uma inclinação de 20,35902º.
Esse asteroide foi descoberto em 26 de Abril de 1908 por Joel Metcalf.